# 20 Years Ago (A Night of Rehearsal)
King Diamond & Black Rose 20 Years Ago (A Night of Rehearsal) es un álbum musical del cantante King Diamond lanzado en 2001, el cual reúne 12 temas; de hecho, es básicamente un ensayo con su primera banda Black Rose, y fue grabado en una sola sesión en un bar en las afueras de Copenhague Dinamarca, el 30 de septiembre  de 1980, poco antes de que Kim Bendix Petersen formara Mercyful Fate.
La grabación está intacta, no se omitieron ni las conversaciones entre los temas ni las fallas musicales, respetándose la autenticidad del ensayo, lo que consigue transmitir la energía especial que desbordó el grupo en esa noche al grabar estos temas que nunca fueron editados hasta este momento.
Los primeros 11 temas fueron compuestos por Black Rose, la pista 12, "Radar Love" es versión de la banda de rock Golden Earring.

## Lista de canciones
1. "Locked up in the Snow" – 3:33
2. "Holy Mountain Lights" – 5:45
3. "Crazy Tonight" – 4:53
4. "Virgin" – 5:43
5. "Kill for Fun" – 5:14
6. "The End" – 6:48
7. "Road Life" – 4:25
8. "Soul Overture" – 5:12
9. "Doctor Cranium" – 3:31
10. "Disgrace" – 5:40
11. "I Need Blood" – 5:59
12. "Radar Love" – 6:55 (versión de Golden Earring)

## Integrantes
- King Diamond - voz
- Jørn Bittcher - guitarra
- Jesper Weber - bajo
- Kurt Jürgens - batería, coros
- Ib Enemark - órgano